# Henry County (Missouri)
Henry County is een county in de Amerikaanse staat Missouri.
De county heeft een landoppervlakte van 1.819 km² en telt 21.997 inwoners (volkstelling 2000). De hoofdplaats is Clinton.